# Malinová (district de Rakovník)
Pour les articles homonymes, voir Malinová.
Malinová (en allemand : Beerenheid) est une commune du district de Rakovník, dans la région de Bohême-Centrale, en Tchéquie. Sa population s'élevait à 98 habitants en 2020.

## Géographie
Malinová se trouve à 9 km au sud-ouest de Rakovník et à 56 km à l'ouest de Prague.
La commune est limitée par Hvozd au nord et à l'est, par Panoší Újezd au sud-est, par Krakovec au sud, et par Krakov et Petrovice à l'ouest.

## Histoire
La première mention écrite de la localité date de 1585.

## Transports
Par la route, Malinová se trouve à 11 km de Rakovník et à 69 km du centre de Prague.